# Gare de Chissay-en-Touraine
Gare de Chissay-en-Touraine – przystanek kolejowy w Chissay-en-Touraine, w departamencie Loir-et-Cher w Regionie Centralnym, we Francji.
Jest przystankiem kolejowym Société nationale des chemins de fer français (SNCF), obsługiwanym przez pociągi TER Centre kursujące między Tours, Vierzon i Bourges.